# مناخ إيطاليا

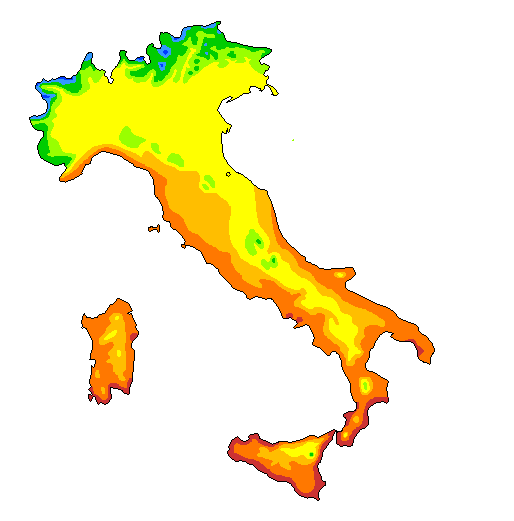

تمتلك المناطق الشمالية الداخلية (على سبيل المثال تورينو وميلانو وبولونيا) مناخاً قارياً وتصنف عادة في المناخ الرطب شبه المدارية، بينما المناطق الساحلية في ليغوريا وجنوب فلورنسا تتناسب عموماً مع مناخ البحر الأبيض المتوسط النمطي.